# Eskeris Kirke
Eskeris Kirke er en landsbykirke i romansk stil beliggende i Eskeris i det østlige Angel i Sydslesvig i den nordtyske delstat Slesvig-Holstein. Kirken er sognekirke i Eskeris Sogn. Den er viet til Vor Frue.
Kirken er beliggende højt ved sognets sydvestgrænse tæt mod grænsen til Sørup Sogn. Den er overvejende opført af kampesten. Koret er dog opført af mursten. I kirkens indre har skibet bjælkeloft, mens koret har to hvælvinger. Det firekantede tårn er ligeledes opført af mursten med et sekskantet pyramidalt spir, hvortil overgangen dannes ved fire spidse gavle. Såvel tårn som kirke har tag af egespåner. I en tilbygning mod nord findes begravelseskapel for godsejere fra Brusnholm, senere for dem fra Runtoft. En anden tilbygning mod nord er våbenhuset. Kirken blev restaureret i 1824. Prædikestolen er fra 1681. Altertavlen er fra tiden efter 1450. Altermaleriet viser nadverens indstiftelse.
Menigheden hører under den lutherske nordtyske landskirke, tidligere den nordelbiske kirke. I den danske periode før den 2. Slesvigske krig var kirkesproget blandet dansk-tysk.